# Sou Fujimoto

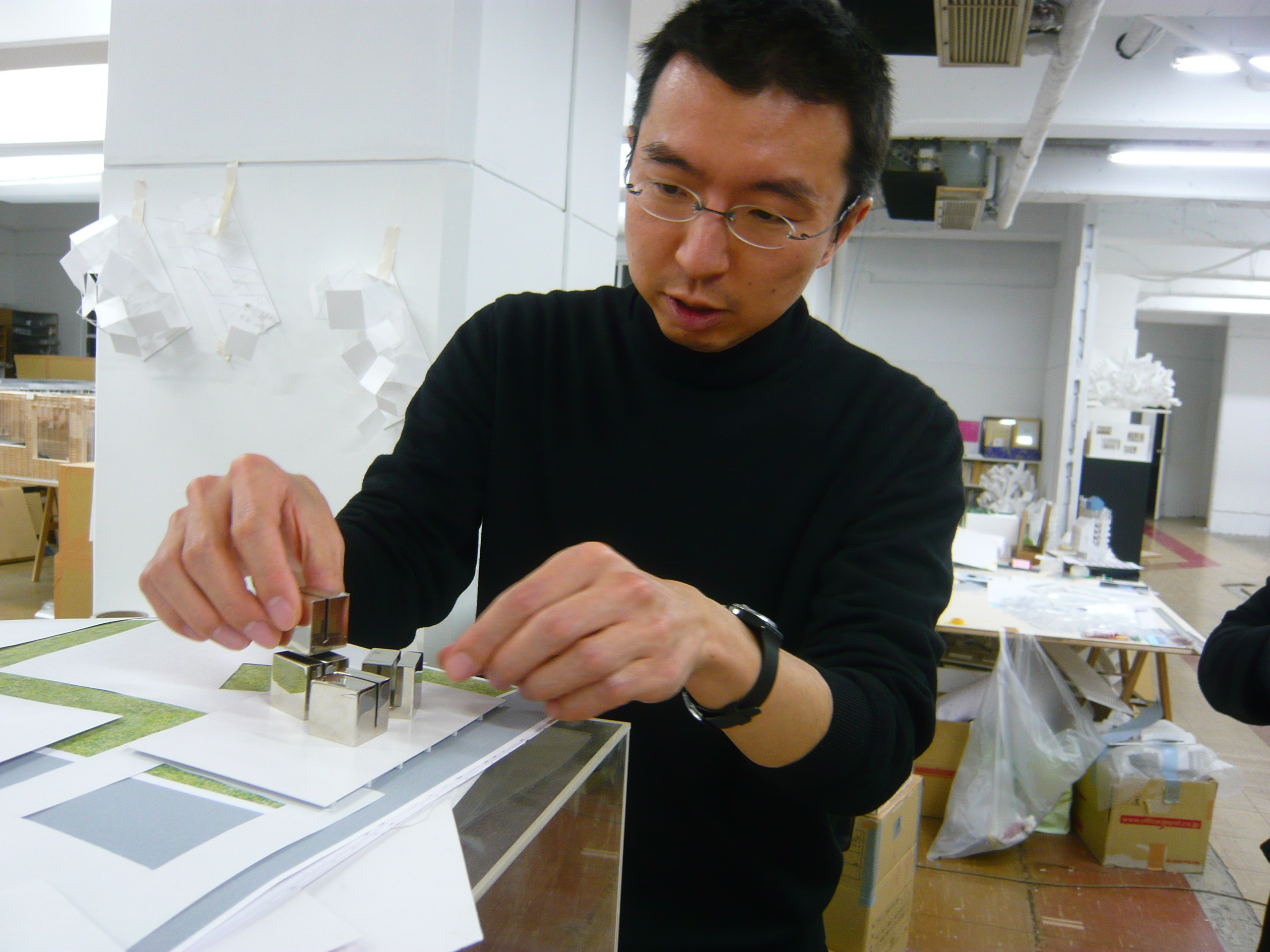
Sou Fujimoto (2009)

Sou Fujimoto (jap. 藤本 壮介, Fujimoto Sōsuke; * 4. August 1971 in Hokkaidō) ist ein japanischer Architekt und Hochschullehrer.

## Leben
Fujimoto schloss das Fach Ingenieurwissenschaften 1994 an der Universität Tokio ab. Er entschloss sich, selbständig zu arbeiten und kleinere Aufträge anzunehmen und auszuführen. 2000 eröffnete er die Architekturpartnerschaft Sou Fujimoto Architects.
Fujimoto hat seit 2001 verschiedene Gastprofessuren in Japan innegehabt und ist seit 2001 a.o. Professor an der Naturwissenschaftlichen Universität Tokio, seit 2007 an der Universität Kyōto und seit 2009 sowohl an der Keiō-Universität und an seiner Alma Mater.

## Ausgeführte Projekte

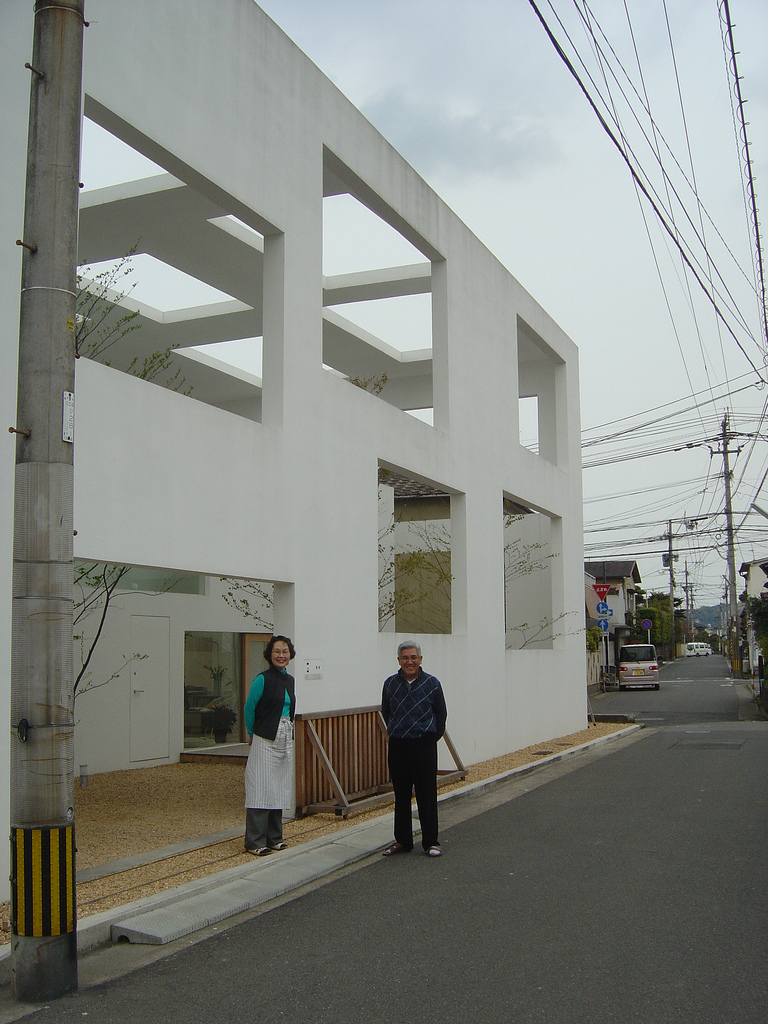
Haus N, Ōita

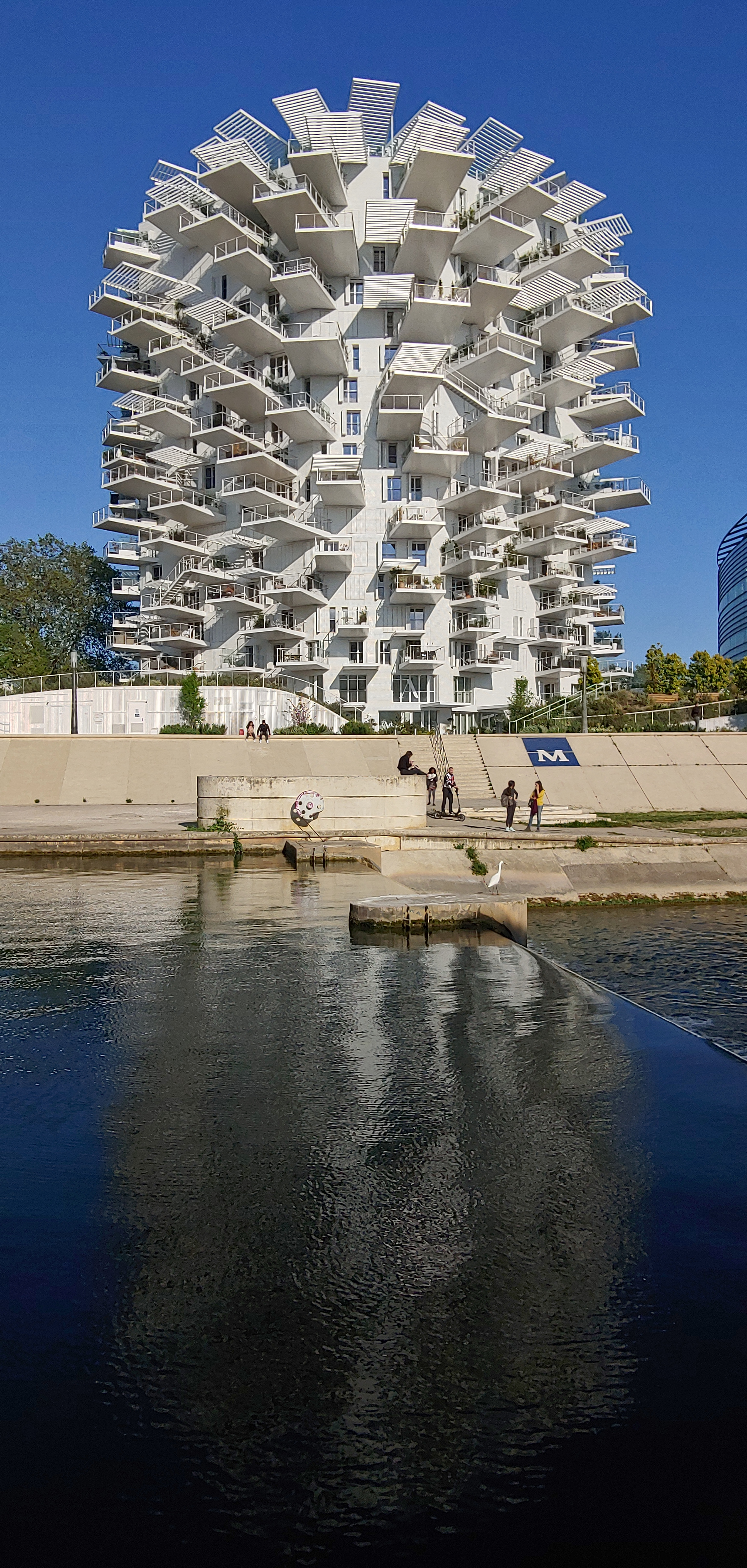
L’Arbre Blanc, Montpellier-Richter

- 2005: Definitives Holzhaus (Final Wooden House), Ashikita, Kumamoto.
- 2006: Zentrum für Psychiatrische Rehabilitation von Kindern, Hokkaidō.
- 2006–2010: Tokyo Apartment, Itabashi, Tokio
- 2008: Haus der primitiven Zukunft, Basel, Schweiz.
- 2008: Haus N, Ōita, Ōita.
- 2008/2009: Haus H, Tokio.
- 2009: Haus vor dem Haus, Utsunomiya, Tochigi.
- 2010: Bibliothek der Kunsthochschule Musashino, Kodaira, Tokio.
- 2011–2013: Haus K, Nishinomiya, Hyōgo, Japan.
- 2013: Temporärer Bau Serpentine Gallery, London.
- 2014: Bushaltestelle im Rahmen des Projekts BUS:STOP in Krumbach (Vorarlberg)[1]
- 2014: Temporäre Skulptur „Many small cubes“, Jardin des Tuileries, Paris
- 2016: Reja (albanisch für „die Wolke“), Tirana, Albanien.
- 2015/2016: L’Arbre Blanc, 17-stöckiger Appartementblock, mit Büros, Panoramarestaurant und Kunstgalerie. Montpellier, Stadtbezirk Richter, Frankreich[2]
- 2019/2020: HSG Learning Center

Noch nicht ausgeführt
- 2012: Taiwan Tower.

## Auszeichnungen und Preise
- 2008: Preis in der Kategorie Private House beim World Architecture Festival für das Definitive Holzhaus in Kumamoto.
- 2008: Grand Prix des Japan Institute of Architects (JIA).
- 2009: Designpreis des Wallpaper* Magazine ebenfalls für das Definitive Holzhaus.

## Veröffentlichungen
- Sou Fujimoto – Sketchbook. Lars Müller Publishers, Zürich 2012, ISBN 978-3-03778-327-6.